# Розенфельд, Исаак Моисеевич
Исаак Моисеевич Розенфельд (14 сентября 1946 — 22 июня 2024) — советский и российский журналист, заслуженный работник культуры Российской Федерации (2008), лауреат премии Золотое перо России.

## Биография
Исаак Розенфельд родился 14 сентября 1946 года в Липецке. После окончания средней школы работал на заводе «Свободный сокол» токарем. В 1964 году, отработав два года токарем, перешел на работу в заводскую многотиражную газету «За чугун». В 1970 году с отличием окончил Воронежский государственный университет, получив профессию журналиста.
Позже работал в молодёжной газете «Ленинец», в главном периодическом печатном издании Липецкой области «Ленинское знамя».
С 1994 по 2008 год работал в «Липецкой газете» заместителем главного редактора, позже работал редактором отдела новостей, в последние годы — ведущим обозревателем издания.
В 1998 году Указом президента РФ Б. Н. Ельцина за заслуги в области культуры и печати, многолетнюю плодотворную работу был награждён Медалью ордена «За заслуги перед Отечеством» II степени. В 2017 году серия публикаций Розенфельда в «Липецкой газете» рубриках «Слово — обозревателю» и «Прямая речь» была удостоена премии «Золотое перо России» — высшей национальной журналистской награды.
Исаак Розенфельд скончался 22 июня 2024 года в Москве после продолжительной болезни на 78 году жизни.

## Награды и премии
- Медаль ордена «За заслуги перед Отечеством» II степени[3]
- Заслуженный работник культуры РФ[3]
- Премия «Золотое перо России»[3]
- Почётное звание Союза журналистов Липецкой области «Легенда липецкой журналистики»[3]
- Дважды становился обладателем региональной премии имени Александра Вермишева[3]
- Трижды победитель Всероссийского конкурса «Читают все!»[4]
- Почётный знак Союза журналистов России «Честь. Достоинство. Профессионализм»[4]
- Почётный знак Союза журналистов России «За заслуги перед профессиональным сообществом»[4]